# ロニー・スコッツ・ジャズ・クラブ
座標: 北緯51度30分48秒 西経0度07分54秒 / 北緯51.51346度 西経0.13155度

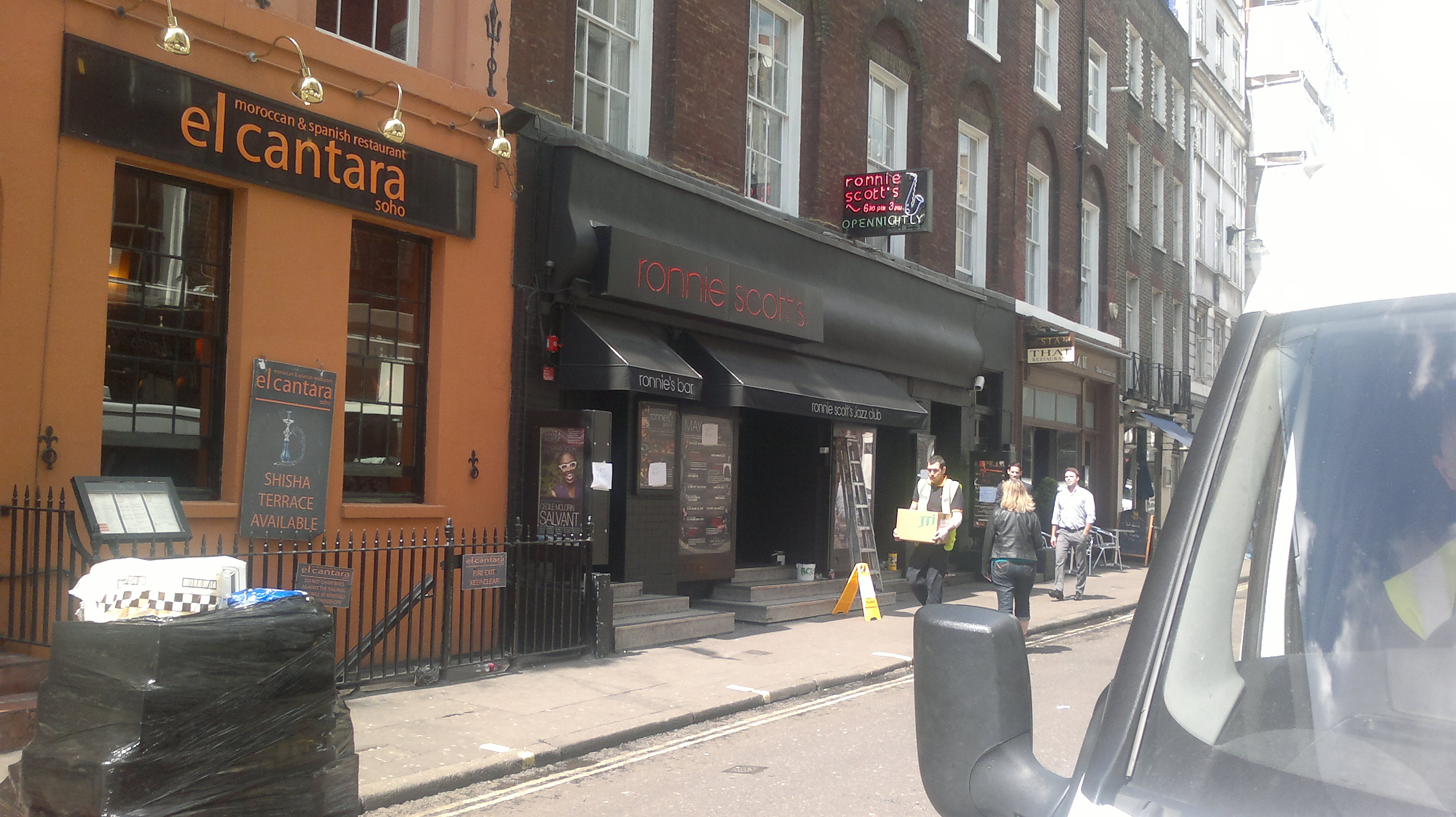
ロニー・スコッツ・ジャズ・クラブ

ロニー・スコッツ・ジャズ・クラブ (Ronnie Scott's Jazz Club) は、1959年に開店した、イングランド、ロンドンのジャズ・クラブ（ナイトクラブ）。

## 歴史
このクラブは、1959年10月30日に、ロンドン、ソーホー地区のジェラード・ストリート39番地の地下に開店した。この店は、いずれもミュージシャンであったロニー・スコットとピート・キングによって開業、運営されていた。1965年に、近傍のフリス・ストリート47番地にあったより広い場所へと移転した。最初の場所も、賃借契約が切れた1967年まで、オールド・プレイス (Old Place) と称して営業が続けられ、おもにまだ無名の若手ミュージシャンたちが演奏していた。
1962年には、ズート・シムズが大西洋を越えてやってきた最初のビジターとして滞在し、その後も数多くのプレーヤーがこれに続いたが、その中には、ジョニー・グリフィン、リー・コニッツ、ソニー・ロリンズ、ソニー・スティットなど、いずれもテナー・サックス奏者だったスコットとキングが尊敬していたサックス奏者たちもいた。イギリスのジャズ・ミュージシャンたちもしばしば登場しており、タビー・ヘイズやディック・モリッシーは、訪れているスターたちとのジャム・セッションに飛び入り参加することがよくあった。1960年代半ばには、アーネスト・ラングリンがハウス・ギタリストであった。1967年までのハウス・ピアニストは、スタン・トレイシーであった。30年近くにわたって、クリスマスの時期にはジョージ・メリーとジョン・チルトンのフィートウォーマーズ (George Melly and John Chilton's Feetwarmers) が常時出演していた。1978年には、クラブ独自のレーベルとして「ジャズ・ハウス (Jazz House)」が立ち上げられ、クラブでのライブ録音の音源や、新収録のレコードを出し始めた。
スコットは、いつもクラブで進行役を務め、冗談、余談、寸言の豊富なレパートリーで知られていた。1996年にスコットが死去した後は、キングがさらに9年間にわたって経営を続けたが、その後、2005年6月に、劇場経営者であるサリー・グリーンと慈善家マイケル・ワットに、クラブを売却した。
2009年、ロニー・スコッツは、ブレコン・ジャズ・フェスティバル (Brecon Jazz Festival) が顕彰したイギリスのジャズに貢献した最も重要な12か所の場所のひとつに選ばれ、その中で最優秀賞を決めるための投票では3位となった。
ジミ・ヘンドリックスの、公の場所における最後の演奏は、1970年、ロニー・スコッツにおいておこなわれた。

## ハウス・ミュージシャンたち
ロニー・スコッツに登場した、遠来のミュージシャンたちの多くは、自身のリズム・セクションを伴わないで単独でツアーしていたり、もっと規模が大きい楽団の一員としてのツアー中だったソロ奏者であり、伴奏にハウス・バンドを起用した。時には、ハウス・ミュージシャンたちが、ロニー・スコッツにしばしば登場するバンドのメンバーも兼ねているということもあった。

### ドラムス
- フィル・シーメン（英語版）：1964年 - 1968年[4]
- アラン・ガンリー（英語版）：1964年 - 1967年

アメリカ合衆国のミュージシャンたち、スタン・ゲッツ、アート・ファーマー、ローランド・カークのバックを務めた。
- トニー・オクスレイ：1966年 - 1970年代はじめ

ジョー・ヘンダーソン、リー・コニッツ、チャーリー・マリアーノ、スタン・ゲッツ、ソニー・ロリンズ、ビル・エヴァンスと共演。
- マーティン・ドルー（英語版）：1975年 - 1995年
- マーク・フレッチャー (Mark Fletcher)：1995年 - 2006年
- クリス・ダグリー (Chris Dagley)：2006年 - 2010年
- ペドロ・セグンド (Pedro Segundo)：2010年以降
- クリス・ヒギンボトム (Chris Higginbottom)：2012年以降

### ピアノ
- エディ・トンプソン（英語版）：1959年 - 1960年
- スタン・トレイシー：1960年3月 - 1967年/1968年
- ジョン・クリッチンソン（英語版）：1978年 - 1995年

チェット・ベイカー、ジョージ・コールマン、ジェームズ・ムーディ、ジョー・ヘンダーソン、ジョニー・グリフィンと共演
- ジェームズ・ピアソン (James Pearson)：2006年以降

### ベース
- サム・バージェス (Sam Burgess)：2006年以降

### ギター
- アーネスト・ラングリン：1964年 - 1965年

## レコード・レーベル
1978年、このクラブは、自前のレコード・レーベル「ロニー・スコッツ・ジャズ・ハウス (Ronnie Scott's Jazz House)」を創設した。その最初のリリースは、スコット自身のクインテットのアルバムであった。その後、20年以上にわたって、このレーベルはクラブでの歴史的なライブ録音の音源や、新収録のレコードを出し続け、卓越した評価を得た。

## ロニー・スコッツで収録されたライブ・アルバム
- 1963年/1965年: Live in London vols 1 & 2 – タビー・ヘイズ

レス・トムキンス (Les Tomkins) により、Old Place でテープ収録
- 1964年: Live at Ronnie Scott's – ベン・ウェブスター
- 1964年: The Punch – ベン・ウェブスター
- 1964年/1965年: There and Back – ディック・モリッシー・カルテット

1997年リリース：1964年1月27日、1965年8月20日録音
- 1965年: Sonny Stitt / Live at Ronnie Scott's – ソニー・スティット・アンド・ザ・ ディック・モリッシー・カルテット

1965年5月録音
- 1965年: Live at Ronnie Scott's – ウェス・モンゴメリー
- 1966年: Blossom Time at Ronnie Scott's – ブロッサム・ディアリー
- 1967年: Sweet Blossom Dearie – ブロッサム・ディアリー
- 1969年: Volcano...Live at Ronnie's – ケニー・クラーク/フランシー・ボラン・ビッグ・バンド（英語版）
- 1969年: Rue Chaptal...Live at Ronnie's – ケニー・クラーク/フランシー・ボラン・ビッグ・バンド
- 1970年: Somewhere in Soho (also released as Live at Ronnie Scott's Jazz Club) – ソフト・マシーン
- 1971年: Dynasty (Live at Ronnie Scott's) – スタン・ゲッツ
- 1972年: Rich in London, aka Very Alive at Ronnie Scott's – バディ・リッチ・ビッグ・バンド
- 1974年: Ella in London – エラ・フィッツジェラルド
- 1975年: Lee Konitz Meets Warne Marsh Again - リー・コニッツ・アンド・ウォーン・マーシュ
- 1976年: Livestock - ブランドX
- 1976年: Symphony of Scorpions - グラハム・コリアー
- 1977年: Ronnie Scott's Presents Sarah Vaughan Live – サラ・ヴォーン
- 1980年: Complete Live at Ronnie Scott's 1980 – ビル・エヴァンス
- 1980年: Live at Ronnie Scott's, aka The Man from Planet Jazz – バディ・リッチ・ビッグ・バンド
- 1980年: Live at Ronnie Scott's – Mike Carr and His Trio Featuring Jim Mullen and Harold Smith – マイク・カー（英語版）
- 1980年: Blues for the Fisherman – ミルコ・レヴィエフ（英語版）・カルテット・フィーチャリング・アート・ペッパー
- 1980年: True Blues – ミルコ・レヴィエフ・カルテット・フィーチャリング・アート・ペッパー
- 1983年: Live at Ronnie Scott's – ウィークエンド（英語版）
- 1984年: Live at Ronnie Scott's – ニーナ・シモン

1984年11月17日録音
- 1986年: Live at Ronnie Scott's – チェット・ベイカー
- 1986年: Live at Ronnie Scott's – チコ・フリーマン
- 1986年: Live at Ronnie Scott's, London – アニタ・オデイ
- 1988年: Live at Ronnie Scott's – カーティス・メイフィールド
- 1988年: I Gotta Right to Sing (live at Ronnie Scott's) – マリオン・モントゴメリー（英語版）
- 1988年: Live at Ronnie Scott's – ロイ・エアーズ
- 1989年: The London Concert – ジョージ・ラッセル（英語版）ズ・リヴィング・タイム・オーケストラ (George Russell's Living Time Orchestra)
- 1990年: Live at Ronnie's – ジョン・ダンクワース（英語版）・ビッグ・バンド
- 1990年: Live at Ronnie Scott's – タジ・マハール
- 1991年: Felicidad – イラケレ
- 1992年: Fourth World: Recorded live at Ronnie Scott's Club
- 1994年: Speed Trap – ピーター・キング・クインテット、フィーチャリング・ジェラルド・プレゼンサー（英語版）
- 1995年: How Long Has This Been Going On – ヴァン・モリソン、ジョージィ・フェイム、ピー・ウィー・エリス（英語版）

1995年5月3日録音
- 1995年: A Change of Seasons – ドリーム・シアター
- 1997年: Dolly Bird – リアン・キャロル
- 1998年: Live at Ronnie Scott's – シャカタク
- 1998年: Soho Session – ピーター・グリーン・スプリンター・グループ (Peter Green Splinter Group)
- 2000年: Ronnie Scott's Jazz House – アルトゥーロ・サンドヴァル
- 2002年: Son of Dolly Bird – リアン・キャロル
- 2003年: Live at Ronnie Scott's - リサ・スタンスフィールド
- 2004年: Watts at Scott's – チャーリー・ワッツ (Charlie Watts Performing This Week...Live at Ronnie Scott's)
- 2005年: MF Horn VI – Live at Ronnie's – メイナード・ファーガソン
- 2006年: Live at Ronnie Scott's – ジェイミー・カラム
- 2007年: Live at Ronnie Scott's – ジェフ・ベック

## 関連文献
- Ronnie Scott's Jazz Farrago – compilation of best features from Jazz At Ronnie Scott's magazine, Hampstead Press, 2008, ISBN 978-0-9557628-0-2,
- Ronnie Scott, Some of My Best Friends are Blues (with Mike Hennessey). London: Northway Publications 2004. ISBN 0 9537040 6 8.
- Ronnie Scott's Jazz Club interview at Allaboutjazz.com
- BBC Omnibus – Ronnie Scott and All That Jazz 1989
- Burrell, Ian (2009年6月3日). “Ronnie Scott's at 50”. The Independent (London) 2009年6月3日閲覧。
- Waller, Martin (2009年1月10日). “Ronnie Scott's club now tunes into profits and all that jazz”. The Times (London) 2009年6月3日閲覧。
- Industry interview with Nick Lewis, Head of Music & Promotions at Ronnie Scott's, March 2019.